# مائلس رودریگس
مائلس رودریگس (اسپانیایی: Maels Rodríguez‎؛ زادهٔ ۱۵ اکتبر ۱۹۷۹) بازیکن بیسبال اهل کوبا بود.